# The Essential Jacksons
The Essential Jacksons – kompilacja The Jacksons wydana w 2004 roku.

## Lista utworów
1. „Enjoy Yourself”
2. „Show You the Way to Go”
3. „Goin' Places”
4. „Find Me a Girl”
5. „Blame It on the Boogie”
6. „Shake Your Body (Down to the Ground)”
7. „Lovely One”
8. „This Place Hotel”
9. „Can You Feel It”
10. „Walk Right Now”
11. „State of Shock”
12. „2300 Jackson Street”
13. „Nothin' (That Compares 2 U)”
14. „Don’t Stop ’Til You Get Enough (Live)”